# O’Reilly Auto Parts

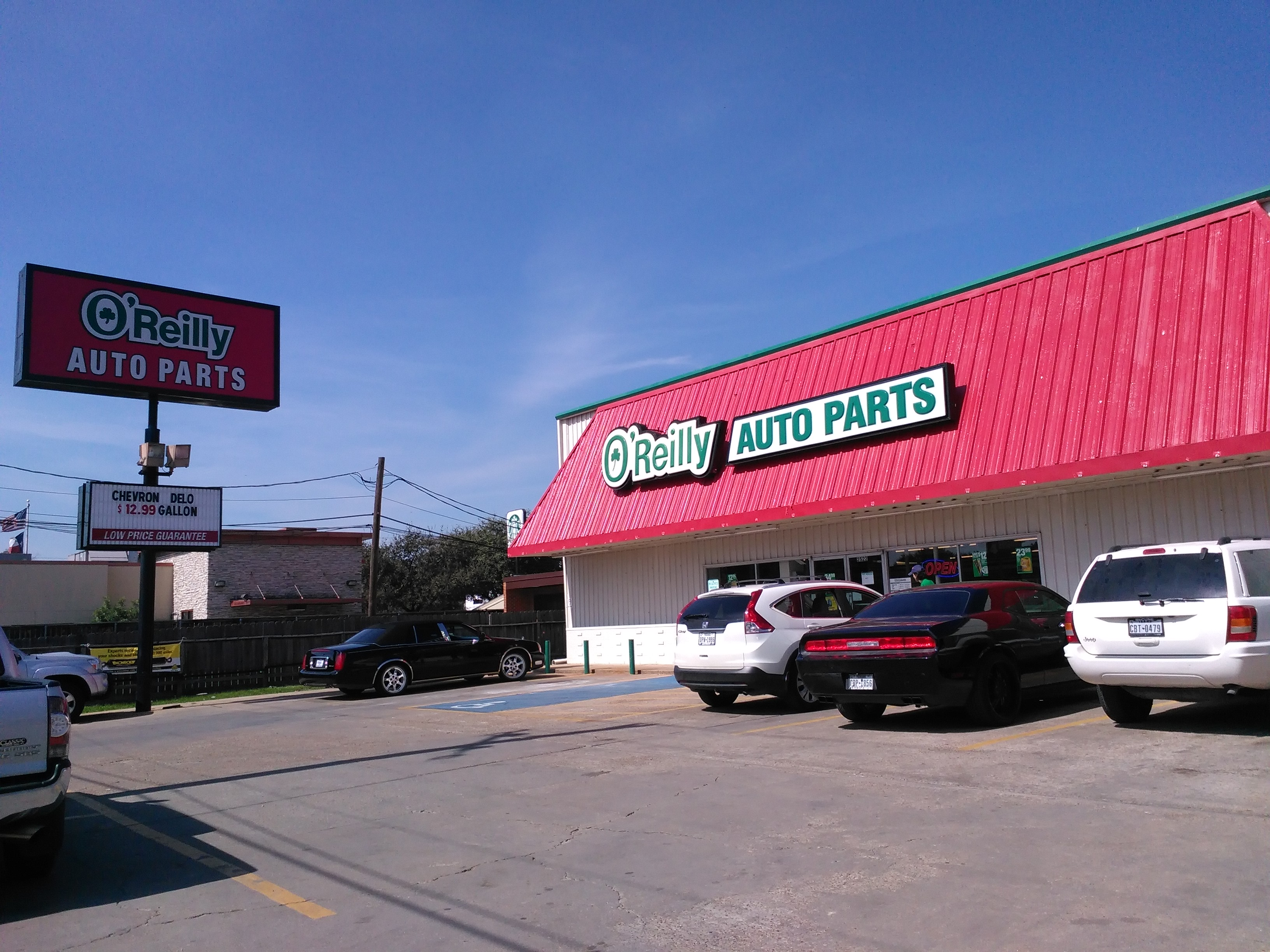
Ein O’Reilly-Laden in Houston.

O’Reilly Auto Parts ist ein US-amerikanischer Autoteilehändler und beliefert sowohl professionelle Kfz-Werkstätten, als auch Privatkunden mit Produkten des Aftermarket. Das Unternehmen wurde 1957 gegründet und betreibt mit über 75.000 Mitarbeitern mehr als 5145 Läden in 47 Bundesstaaten der USA. Ein IPO der O’Reilly Automotive Inc. erfolgte 1993. Im Jahr 2008 vollzog O’Reilly mit der Übernahme des Konkurrenten CSK Auto die größte Firmenakquisition der Unternehmensgeschichte. Heute ist O’Reilly nach Advance Auto Parts und AutoZone der drittgrößte Autoteilehändler des Landes und Bestandteil des NASDAQ-100-Index.